# Le ragazze dello swing
Le ragazze dello swing è una miniserie televisiva biografica italiana del 2010, diretta da Maurizio Zaccaro.
L'argomento della miniserie è la storia del Trio Lescano, un gruppo vocale molto noto in Italia tra la seconda metà degli anni trenta ed i primi anni quaranta, traendo ispirazione dal libro Le regine dello swing. Il Trio Lescano: una storia fra cronaca e costume di Gabriele Eschenazi. 

## Trama
Alla fine degli anni '30, tre sorelle olandesi Alexandra, Judith e Kitty Leschan, insieme alla loro madre ebrea Eva De Leeuwe, arrivano in Italia. Presto le giovani vengono impiegate da un impresario artistico napoletano di nome Gennaro Fiore. Alla madre non piace inizialmente il carattere volgare degli spettacoli, in cui le sue due figlie maggiori, Alexandra e Judith, fanno le ballerine, ma alla proposta di Gennaro di creare un trio di cantanti con la sorella minore accetta.
La bravura delle ragazze suscita l'interesse di un impresario torinese senza scrupoli Pier Maria Canapa Canapone, il quale riesce a strappare a Gennaro le tre nonostante la diffidenza ancora maggiore della madre. Presto il gruppo acquista notorietà, l'impresario guadagna soldi a palate e in Italia tutti ormai conoscono quello che si chiama Trio Lescano, cioè il cognome Leschan italianizzato. Visto il successo del trio il governo fascista interferisce, tentando di convincere le sorelle ad usare la loro popolarità per sostenere la propaganda del regime. Ma loro non sono interessate e presto sopraggiungono la sfiducia e le accuse.
Il fascismo vara le leggi razziali e come gli altri ebrei italiani subiscono una progressiva emarginazione, preludio alle deportazioni. Il trio tiene nascosta la madre ebrea, cittadina straniera, e viene arrestato durante uno spettacolo in una Genova ormai occupata dai nazisti. Rilasciate quasi subito le tre ragazze sono però costrette a nascondersi con la madre (ritrovando con l'occasione Gennaro Fiore) e a subire la cancellazione dai programmi di radiodiffusione.
Dopo la guerra, indebitate fino al collo, non riescono più a recuperare la gloria perduta in Italia e per questo scelgono di emigrare in Sudamerica, dove mietono ancora successo, ma con la piccola Kitty sostituita da Maria Bria. La più giovane delle Lescano preferisce infatti rimanere in Italia con il suo ragazzo, per convolare a nozze.

## Produzione
Le riprese iniziarono il 26 ottobre 2009 e proseguite per sette settimane a Torino. Il film è stato sostenuto dalla Film Commission Torino Piemonte. Il film è noto anche per la perfetta ricostruzione dello studio radiofonico dell'EIAR di Torino degli anni quaranta dovuta allo scenografo Massimo Pauletto e al curatore del Museo della Rai Claudio Girivetto.
Per quanto tale importante collaborazione non sia accreditata nei titoli del film, durante le esibizioni canore le tre protagoniste sono doppiate dal gruppo vocale torinese Blue Dolls, formato da Angelica Dettori, Viviana Dragani (che nella miniserie interpreta la cantante Nuccia Natali) e Flavia Barbacetto, affiancate da Irene Valvolo nel ruolo di Maria Bria. La stessa Andrea Osvárt ha dichiarato, al quotidiano La Stampa, di essersi esercitata nel canto assieme alle altre protagoniste, ma che, alla fine, è stato deciso di farle doppiare dal trio di cantanti professioniste.
Controversa è la parte della fiction in cui si racconta l'arresto del trio, sul quale esistono opinioni diverse.

## Colonna sonora
La miniserie ha coinvolto alcuni prestigiosi musicisti italiani che in numerose scene hanno accompagnato il trio suonando le loro musiche.
Tra i più rilevanti il chitarrista Dario Chiazzolino, il contrabbassista Furio Di Castri.

## Distribuzione
Nel 2011 la miniserie è stata pubblicata in due DVD da Terminal Video, Rai Trade e Rai Fiction.

## Accoglienza

### Ascolti
| nº | Prima TV Italia   | Telespettatori | Share  |
| -- | ----------------- | -------------- | ------ |
| 1  | 27 settembre 2010 | 4 665 000      | 17,33% |
| 2  | 28 settembre 2010 | 4 497 000      | 16,73% |

### Critica
Aldo Grasso ha accolto positivamente la miniserie, definendola bella e frizzante, e criticando il pubblico televisivo per i bassi ascolti: «Se gli dai qualcosa minimamente un po' raffinato, allora storcono il naso». Ha inoltre affermato che Le ragazze dello swing si differenzia dalle altre fiction italiane, innanzitutto in quanto non si tratta di un'agiografia, format che Grasso definisce la «morte della fiction italiana», e poiché in essa alla «sofferenza del racconto» si sostituisce il «piacere del racconto».

## Riconoscimenti
- 2011 – Shanghai Television Festival[12]
  - Miglior miniserie
  - Miglior attrice ad Andrea Osvárt
- 2011 – Festival della televisione di Monte Carlo[12]
  - Miglior miniserie
  - Miglior attrice (ex aequo) ad Andrea Osvárt, Lotte Verbeek ed Elise Schaap